# Kanton Dijon-2
Kanton Dijon-2 (francouzsky Canton de Dijon-2) je francouzský kanton v departementu Côte-d'Or v regionu Burgundsko. Tvoří ho devět obcí.

## Obce kantonu
- Arc-sur-Tille
- Bressey-sur-Tille
- Chevigny-Saint-Sauveur
- Couternon
- Crimolois
- Dijon (část)
- Quetigny
- Remilly-sur-Tille
- Sennecey-lès-Dijon